# Kanton L'Aigle-Est
Kanton L'Aigle-Est (francouzsky Canton de L'Aigle-Est) byl francouzský kanton v departementu Orne v regionu Dolní Normandie. Tvořilo ho devět obcí. Zrušen byl po reformě kantonů 2014.

## Obce kantonu
- L'Aigle (východní část)
- Chandai
- Crulai
- Irai
- Saint-Martin-d'Écublei
- Saint-Michel-Tubœuf
- Saint-Ouen-sur-Iton
- Saint-Sulpice-sur-Risle
- Vitrai-sous-Laigle